# Skeleton féminin aux Jeux olympiques de 2014
Navigation
Vancouver 2010 Pyeongchang 2018
L'épreuve féminine de skeleton aux Jeux olympiques de 2014 a lieu les 13 et 14 février 2014 sur la piste de Sanki près de Krasnaïa Poliana en Russie. La Britannique Elizabeth Yarnold remporte l'épreuve devant l'Américaine Noelle Pikus-Pace. Initialement troisième, la Russe Elena Nikitina est disqualifiée pour dopage en novembre 2017.

## Médaillées
| Or                      | Argent                  | Bronze               |
| Elizabeth Yarnold (GBR) | Noelle Pikus-Pace (USA) | Elena Nikitina (RUS) |

## Participantes
| Lucy Chaffer          | Australie        |
| Michelle Steele       | Australie        |
| Janine Flock          | Autriche         |
| Mellisa Hollingsworth | Canada           |
| Sarah Reid            | Canada           |
| Sophia Griebel        | Allemagne        |
| Anja Huber            | Allemagne        |
| Marion Thees          | Allemagne        |
| Lizzy Yarnold         | Royaume-Uni      |
| Shelley Rudman        | Royaume-Uni      |
| Nozomi Komuro         | Japon            |
| Lelde Priedulēna      | Lettonie         |
| Katharine Eustace     | Nouvelle-Zélande |
| Maria Marinela Mazilu | Roumanie         |
| Elena Nikitina        | Russie           |
| Maria Orlova          | Russie           |
| Olga Potylitsina      | Russie           |
| Marina Gilardoni      | Suisse           |
| Noelle Pikus-Pace     | États-Unis       |
| Katie Uhlaender       | États-Unis       |

## Classement final
Les courses ont lieu les 13 et 14 février. Le temps en italique est le temps de départ et l'autre temps est le temps total de la manche.
| Rang                               | Dossard | Athlète               | Pays             | Tour 1 (Départ) | Tour 1 (Total) | Tour 2 (Départ) | Tour 2 (Total) | Tour 3 (Départ) | Tour 3 (Total) | Tour 4 (Départ) | Tour 4 (Total) | Total         | Différence |
| ---------------------------------- | ------- | --------------------- | ---------------- | --------------- | -------------- | --------------- | -------------- | --------------- | -------------- | --------------- | -------------- | ------------- | ---------- |
| Médaille d'or, Jeux olympiques     | 2       | Lizzy Yarnold         | Grande-Bretagne  | 4 s 95          | 58 s 43        | 4 s 97          | 58 s 46        | 4 s 94          | 57 s 91 – TR   | 4 s 97          | 58 s 09        | 3 min 52 s 89 | –          |
| Médaille d'argent, Jeux olympiques | 1       | Noelle Pikus-Pace     | États-Unis       | 5 s 15          | 58 s 68        | 5 s 16          | 58 s 65        | 5 s 15          | 58 s 25        | 5 s 20          | 58 s 28        | 3 min 53 s 86 | +0 s 97    |
| DSQ                                | 12      | Elena Nikitina        | Russie           | 4 s 89          | 58 s 48        | 4 s 89          | 58 s 96        | 4 s 91          | 58 s 33        | 4 s 90          | 58 s 53        | 3 min 54 s 30 | +1 s 41    |
| 4                                  | 15      | Katie Uhlaender       | États-Unis       | 5 s 08          | 58 s 83        | 5 s 05          | 58 s 75        | 5 s 07          | 58 s 41        | 5 s 07          | 58 s 35        | 3 min 54 s 34 | +1 s 45    |
| 5                                  | 13      | Olga Potylitsina      | Russie           | 5 s 16          | 59 s 00        | 5 s 03          | 58 s 75        | 5 s 02          | 58 s 13        | 5 s 06          | 58 s 52        | 3 min 54 s 40 | +1 s 51    |
| 6                                  | 10      | Maria Orlova          | Russie           | 5 s 02          | 58 s 97        | 5 s 04          | 59 s 02        | 5 s 05          | 58 s 30        | 5 s 12          | 58 s 43        | 3 min 54 s 72 | +1 s 83    |
| 7                                  | 16      | Sarah Reid            | Canada           | 5 s 00          | 59 s 14        | 4 s 98          | 59 s 17        | 5 s 02          | 58 s 27        | 5 s 06          | 58 s 15        | 3 min 54 s 73 | +1 s 84    |
| 8                                  | 5       | Anja Huber            | Allemagne        | 5 s 12          | 59 s 17        | 5 s 09          | 59 s 13        | 5 s 11          | 58 s 63        | 5 s 04          | 58 s 31        | 3 min 55 s 24 | +2 s 35    |
| 9                                  | 4       | Janine Flock          | Autriche         | 5 s 16          | 59 s 47        | 5 s 07          | 59 s 39        | 5 s 07          | 58 s 61        | 5 s 11          | 58 s 56        | 3 min 56 s 03 | +3 s 14    |
| 10                                 | 8       | Sophia Griebel        | Allemagne        | 5 s 15          | 59 s 43        | 5 s 13          | 59 s 20        | 5 s 12          | 58 s 74        | 5 s 13          | 58 s 75        | 3 min 56 s 12 | +3 s 23    |
| 11                                 | 9       | Katharine Eustace     | Nouvelle-Zélande | 5 s 04          | 59 s 52        | 5 s 05          | 59 s 46        | 5 s 00          | 58 s 69        | 5 s 04          | 58 s 54        | 3 min 56 s 21 | +3 s 32    |
| 11                                 | 17      | Mellisa Hollingsworth | Canada           | 5 s 16          | 59 s 68        | 5 s 11          | 59 s 70        | 5 s 05          | 58 s 68        | 5 s 06          | 58 s 15        | 3 min 56 s 21 | +3 s 32    |
| 13                                 | 6       | Marion Thees          | Allemagne        | 5 s 32          | 59 s 25        | 5 s 27          | 59 s 42        | 5 s 28          | 58 s 89        | 5 s 29          | 58 s 67        | 3 min 56 s 23 | +3 s 34    |
| 14                                 | 11      | Michelle Steele       | Australie        | 5 s 02          | 59 s 42        | 4 s 98          | 59 s 41        | 4 s 98          | 58 s 76        | 4 s 99          | 58 s 69        | 3 min 56 s 28 | +3 s 39    |
| 14                                 | 19      | Lelde Priedulēna      | Lettonie         | 5 s 06          | 59 s 73        | 5 s 02          | 59 s 31        | 5 s 02          | 58 s 73        | 5 s 03          | 58 s 51        | 3 min 56 s 28 | +3 s 39    |
| 16                                 | 3       | Shelley Rudman        | Grande-Bretagne  | 5 s 14          | 59 s 49        | 5 s 10          | 59 s 33        | 5 s 13          | 58 s 82        | 5 s 18          | 58 s 86        | 3 min 56 s 47 | +3 s 58    |
| 17                                 | 14      | Lucy Chaffer          | Australie        | 5 s 15          | 1 min 00 s 16  | 5 s 15          | 59 s 25        | 5 s 15          | 58 s 74        | 5 s 15          | 58 s 49        | 3 min 56 s 64 | +3 s 75    |
| 18                                 | 7       | Marina Gilardoni      | Suisse           | 5 s 00          | 59 s 77        | 4 s 99          | 59 s 79        | 4 s 96          | 58 s 77        | 4 s 96          | 58 s 41        | 3 min 56 s 74 | +3 s 85    |
| 19                                 | 18      | Nozomi Komuro         | Japon            | 5 s 11          | 59 s 94        | 5 s 11          | 59 s 82        | 5 s 10          | 59 s 24        | 5 s 14          | 58 s 76        | 3 min 57 s 76 | +4 s 87    |
| 20                                 | 20      | Maria Marinela Mazilu | Roumanie         | 5 s 11          | 59 s 99        | 5 s 10          | 59 s 89        | 5 s 08          | 59 s 63        | 5 s 13          | 59 s 11        | 3 min 58 s 62 | +5 s 73    |